# Ludger Stühlmeyer
Ludger Stühlmeyer (Melle, 3 ottobre 1961) è un cantore, musicologo, compositore e organista tedesco.

## Biografia

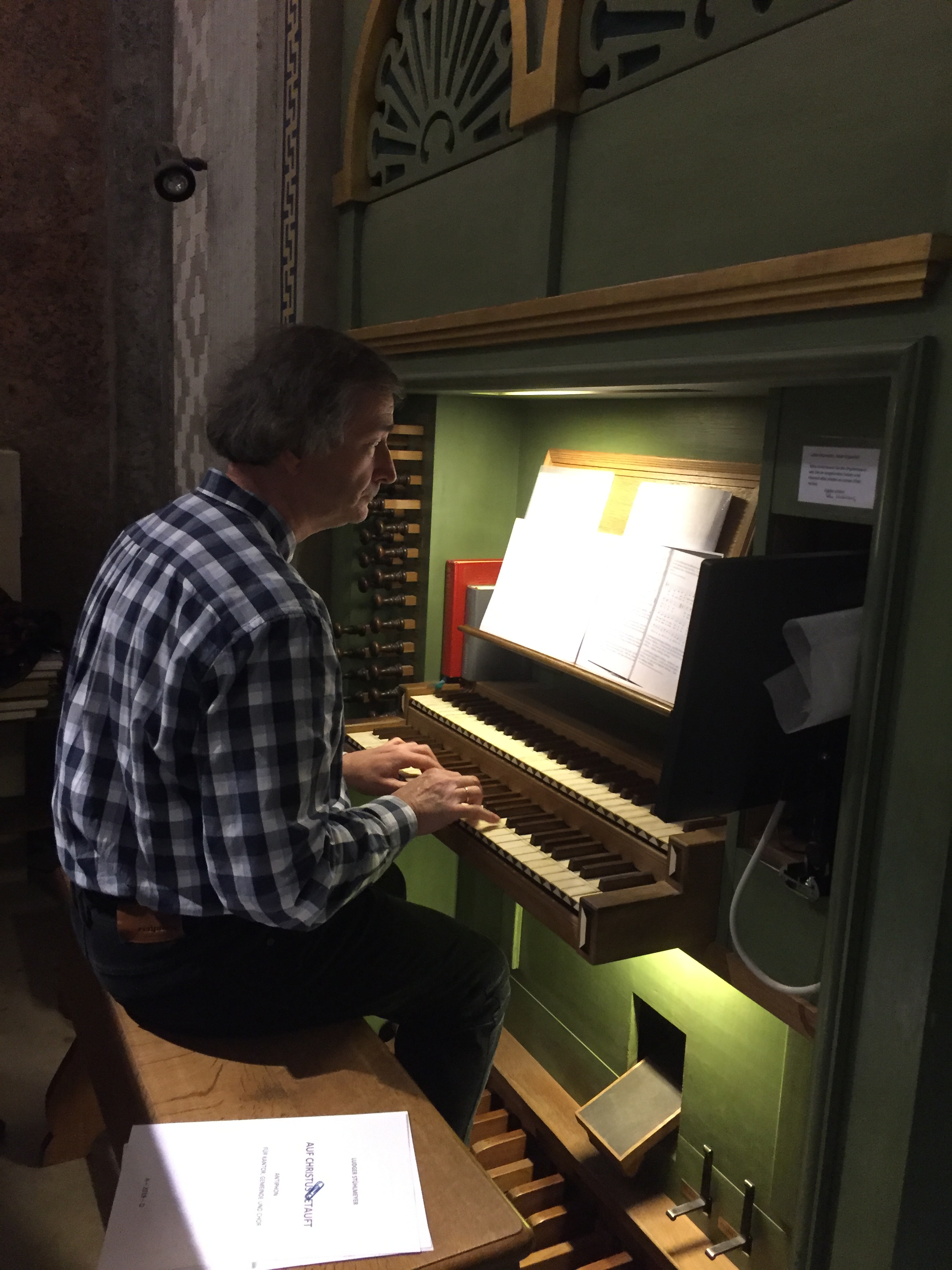
Concerto in Roma nel novembre 2019

Ludger Stühlmeyer nacque in una famiglia di cantori e acquisì le sue prime esperienze musicali da suo padre nella chiesa parrocchiale di Melle. Ha ricevuto lezioni musicali dal pianista compositore e direttore musicale Karl Schäfer al conservatorio di Osnabrück e da Karlheinz Höhne al seminario di musica della diocesi di Osnabrück. Dopo l'esame di maturità al ginnasio di Melle studiò musica sacra, musica antica e canto all'università delle arti di Brema.
Seguirono studi di composizione presso Günther Kretzschmar, Karlheinz Stockhausen e Helge Jung. Frequentò corsi di semiologia gregoriana presso Luigi Agustoni, Godehard Joppich e Johannes Berchmans Göschl, studiò teologia, filosofia e scienza della musica all'università vestfalica di Münster. Concluse i suoi studi universitari con il titolo di dottore della filosofia. Stühlmeyer ricevette una borsa di studio dalla diocesi di Osnabrück. I suoi studi furono anche sussidiati dalla fondazione Friedrich-Bauer-Stiftung, Oberfrankenstiftung-Bayreuth e Wolfgang-Siegel-Stiftung.
Suo nonno, un eroe silenzioso della resistenza contro il nazismo, nel 1940 fu perseguitato dal Terzo Reich per il suo impegno per la chiesa cattolica e fu deportato nel campo di concentramento di Emslandlager. Fu attivo per 47 anni nella chiesa di San Pietro Melle-Gesmold. Nel 1980 Ludger Stühlmeyer divenne il suo successore. Nel 1988 fu nominato curatore spirituale nell'ambito musicale nel vescovato della diocesi di Münster e dal 1994 direttore cantore per Hof (Baviera), direttore generale per Hochfranken e anche docente al seminario vescovile di musica sacra, collaboratore nell ´ufficio di musica sacra della arcidiocesi di Bamberga.
Stühlmeyer è membro della Compagnia-Max-Baumann, Compagnia-Internazionale-Dieterich-Buxtehude e Compagnia-Internazionale-Valentin-Rathgeber. È sposato con teologa e musicologa Barbara Stühlmeyer e padre di Lea Stühlmeyer. Suo fratello, Thomas Stühlmeyer, è teologo pastorale e parroco.

## Opere (parziale)

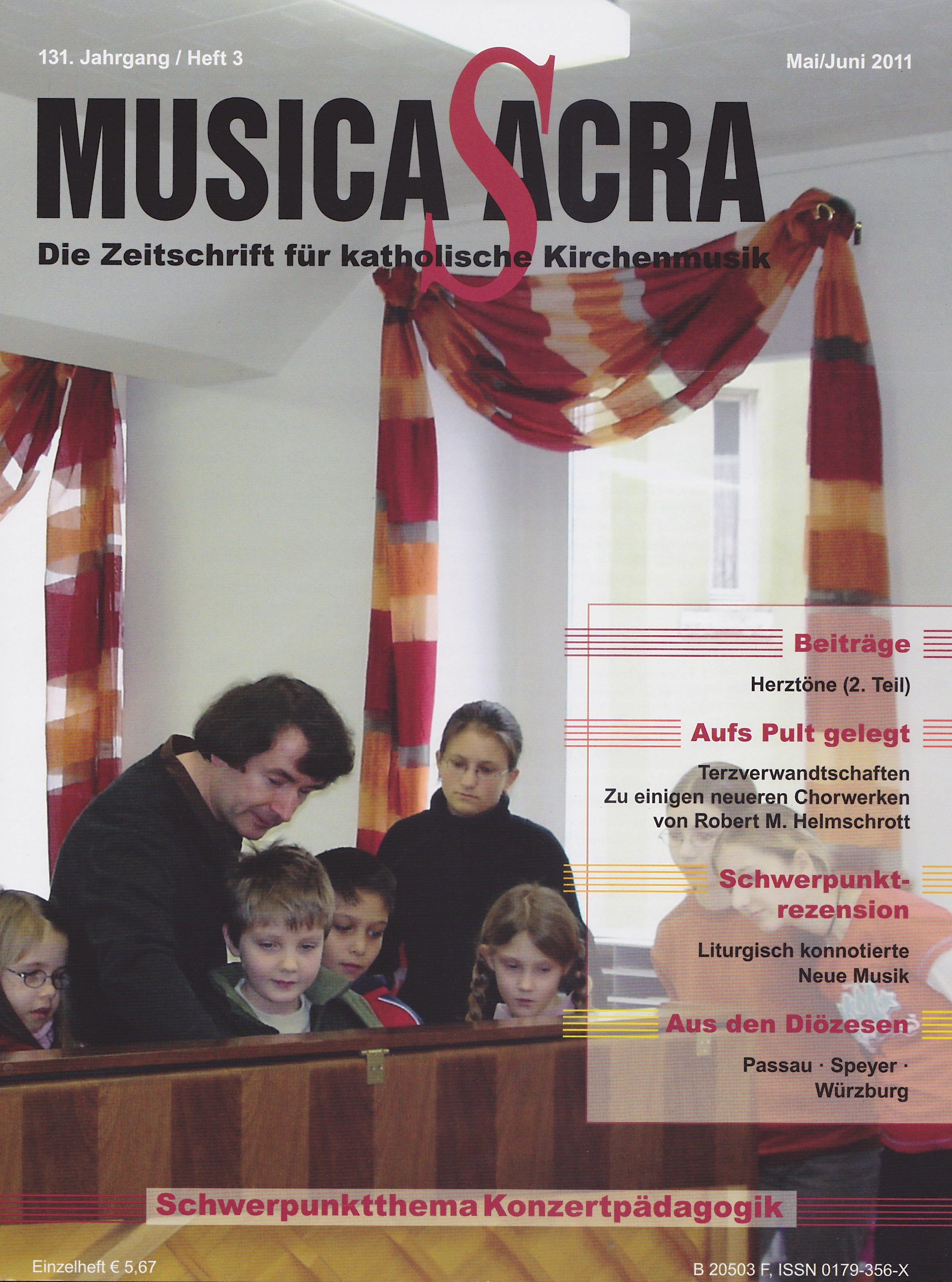
Ludger Stühlmeyer in un manifesto nel mai 2011

### Libri
- Die Rolle der Musik in der religiösen Entwicklung der Menschheit unter besonderer Berücksichtigung des Juden- und Christentums. Brema 1986.
- In vielen Sprachen und Tönen. Ein Streifzug durch 1000 Jahre Musik. A: Jahrbuch der Erzdiözese Bamberg 2007. Heinrichs-Verlag Bamberga, 82. Jahrgang 2006, pag. 33–37.
- Stationen der Kirchenmusik im Erzbistum Bamberg. Bamberga 2007.[8]
- Curia sonans. Die Musikgeschichte der Stadt Hof. Eine Studie zur Kultur Oberfrankens. Von der Gründung des Bistums Bamberg bis zur Gegenwart (Dottorato di ricerca). Bayerische Verlagsanstalt, Heinrichs-Verlag Bamberga 2010, ISBN 978-3-89889-155-4.
- Musikgeschichte. In: Kleine Geschichte der Hofer Region. Hof 2010, ISBN 978-3-928626-61-3, pag. 333–342.
- Das Leben singen. Christliche Lieder und ihr Ursprung. Verlag DeBehr Radeberga 2011, ISBN 978-3-939241-24-9.
- Bernhard Lichtenberg. Ich werde meinem Gewissen folgen. Topos plus Verlagsgemeinschaft Kevelaer 2013, ISBN 978-3-836708-35-7.
- Johann Valentin Rathgeber. Leben und Werk. Verlag Sankt Michaelsbund, München 2016, ISBN 978-3-943135-78-7.
- Konfessionalität und Ökumenizität – Kirchenmusik gestern und heute. A: Abbruch – Umbruch – Aufbruch. Reformation und Ökumene in Mittel- und Oberfranken. Eine Arbeitshilfe zum Lutherjahr. Arcidiocesi di Bamberga ottobre 2016, ISBN 978-3-931432-39-3, pag. 88–91.
- Klangrede: Sonnengesang des Franziskus – Echo oder Leitmelodie? Nachdenkliches und Hintergründiges aus der Werkstatt eines Komponisten. A: Stefan Kopp, Joachim Werz (Hrsg.): Gebaute Ökumene. Botschaft und Auftrag für das 21. Jahrhundert? : Theologie im Dialog Band 24. Verlag Herder Freiburg 2018, ISBN 978-3-451-38188-1, pag. 297–333.
- Sakralmusik als Glaubenskommunikation im Spiegel der Jahrhunderte. A: Auf Christus getauft. Neuevangelisierung – Kirchenentwicklung – Liturgie. Festschrift für S. E. Bischof Franz-Peter Tebartz-van Elst. Butzon & Bercker, Kevelaer 2019, ISBN 978-3-7666-2488-8.

### Composizione

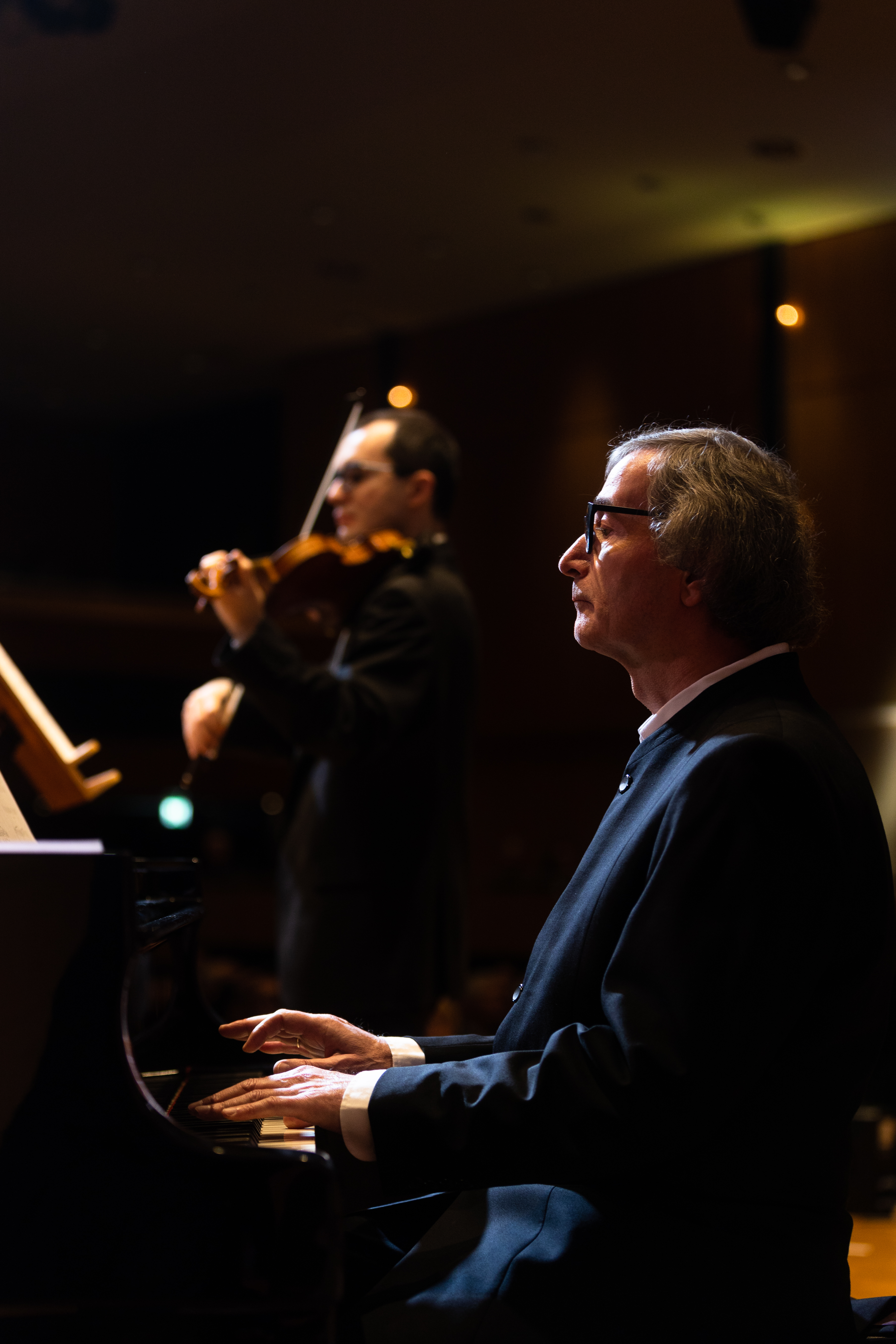
Ludger Stühlmeyer e primo violino Lorenzo Lucca nel gennaio 2023

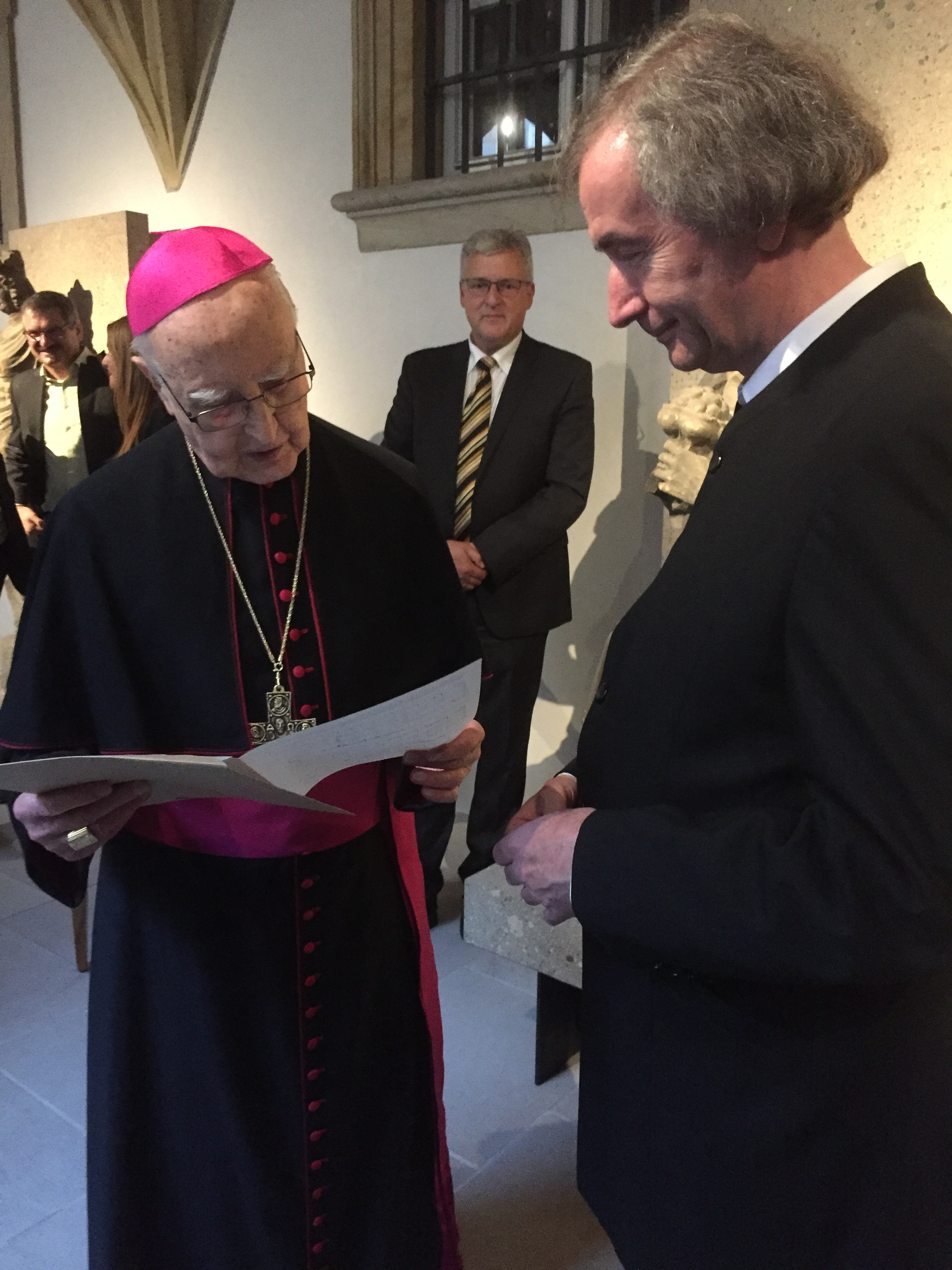
Arcivescovo Karl Braun e Ludger Stühlmeyer nell'Duomo di Bamberga 2018

- Mache dich auf, werde licht. 1989. Cantata per infanzia-coro, parlato e strumenti. Prima: dicembre 1989 decanato Warendorf. A: Kommt wir gehen nach Bethlehem. Deutsches Liturgisches Institut (Hrsg.), Trier 1996.
- Die Legende von den drei weisen Königen. 1998. Coro e organo, testo: Rolf Krenzer. Prima: 10 gennaio 1999, ZDF, canzone con cantori della Stella-azione tedeschi. A: Heinrichsblatt no. 1, Bamberga gennaio 2011, pag. 13 e Das Leben singen. Verlag DeBehr Radeberga 2011, ISBN 978-3-939241-24-9, pag. 33.
- Wer glaubt kann widerstehn. 1999. Bernhard-Lichtenberg-cantata per canto-solo, coro SATB, parlato e strumenti. Prima: 31 ottobre 1999, ZDF, concertocoro della Hofer Symphoniker, cond. Gottfried Hofmann.
- Quatre pièces pour Orgue. 2001. Prélude romantique, Caprice expressionique, Hymne impressionique, Fugue baroque. Prima: Tage neuer Kirchenmusik Bayern, ottobre 2006. Edition Musica Rinata, Berlin 2013, ISMN 979-0-50235-058-1. Dedicato badessa Clementia Killewald.
- Atme in mir. 2002. Canto e organo, testo: Augustinus von Hippo. Prima: 27 aprile 2002, conventobiblioteca San Gallo, Augustinus, Afrikanitaet Universalitaet.
- Wir bauen unsre Kirche neu. 2002. Canto-solo, coro SATB e strumenti, testo: Rolf Krenzer. A: Musica sacra, 132. Jg., fascicolo 4, Bärenreiter-Verlag Kassel 2012, pag. 13–15, ISSN 0179-356X (WC · ACNP).
- Veni Creator Spiritus. 2012. Coro SATB. A: Cantica nova. Zeitgenössische Chormusik für den Gottesdienst. Chorbuch des Allgemeinen Cäcilien-Verbands für Deutschland, Regensburg/Passau 2012, ISBN 978-3-00-039887-2, no. 59.
- Conditor alme siderum. 2012. Coro SAM, testo: Rabanus Maurus. A: Passauer Chorbuch, Bärenreiter-Verlag, Kassel 2012, ISBN 979-0-006-54215-4, pag. 2f.
- Atem Gottes hauch mich an. 2013. Canto e organo, testo: Dorothee Sölle. Prima: aprile 2013. Mandato componimento della Freundeskreis der Evangelischen Akademie Tutzing.
- Zum Engel der letzten Stunde. 2013. Per alto-solo, violino e organo, testo: Jean Paul (Das Leben des Quintus Fixlein). Mandato componimento della città Hof. Prima: settembre 2013.[9]
- Johannes-Passion. 2014. Coro SATB e canto-solo SATB, testo: Joh. 18,1–19,42. Berliner Chormusik-Verlag, Berlin 2014, ISMN 979-0-50235-210-3.
- Klangrede – Sonnengesang des Franziskus. 2015. Choro SATB, violino e organo. Prima: Capella Mariana[10] 3 ottobre 2015. Suae Sanctitati Papae Francisci dedicat.[11]
- In dulci jubilo. Aus-Flüge für Querflöte solo. 2015. Mandato componimento della Anja Weinberger. Prima: 9 dicembre 2015, Augustinerkirche Würzburg. Sonat-Verlag Kleinmachnov 2015, ISMN 979-0-50254-034-0.
- Ave Maria. 2016. Canto e organo. Prima: 22 maggio 2016, Michéle Rödel.[12] Sonat-Verlag Kleinmachnow 2016, ISMN 979-0-50254-085-2.
- Seht den Stern den wir euch bringen. 2016. Canzone con cantori della Stella, testo: Peter Gerloff.[13] Prima: 6 gennaio 2017.
- With hearts reneved. 2017. Motet per choro SATB, violino e organo, testo: Jack May. Dedicatet to the Westminster Cathedral choir of London.
- Kreuzigen. 2017. Canto e organo, testo: Dorothee Sölle. Prima: 19 marzo 2017.
- Hymn. 2017. Mottetto per coro SSAATTBB, testo: Edgar Allan Poe. Dedicato Matthias Grünert, Frauenkirche (Dresda).
- Gerechter unter den Völkern. 2017. Vesper zu Ehren des seligen Bernhard Lichtenberg. Mit einer Biografie und Zitaten. Geleitwort von Nuntius Eterovic. Verlag Sankt Michaelsbund, München 2017, ISBN 978-3-943135-90-9.[14]
- Den Erde, Meer und Firmament. 2017. Coro (SSATB) e organo. Dedicato arcivescovo Karl Braun, Bamberg. Prima: dicembre 2017.
- Choralfantasie Es ist ein Ros entsprungen. 2018. Canto e organo. Dedicato Aki Yamamura. Prima: 24 dicembre 2018.
- In Christo baptizati. 2019. Mottetto per coro SATB e organo. Prefazione Cardinale Paul Josef Cordes. Ries & Erler, Berlin 2019, ISMN 979-0-50254-145-3. Dedicato vescovo Franz-Peter Tebartz-van Elst. Prima: Capella Mariana, novembre 2019.
- Super flumina Babylonis [An den Wassern zu Babel]. 2019. Fantasia per organo (Introduzione, Scontro, Elegie, Appassionato).
- Du religiniai eilėraščiai – Malda e Dievo meilė. 2020. Text: Maironis. Canto e organo. Dedicato Zenė Kružikaitė.
- Zehn Choralfantasien zum Weihnachtsfestkreis. 2020. Canto, violino e organo. Dedicato Chiesa di Santa Maria dell'Anima, de toto corde. Ries & Erler, Berlin 2020, ISMN 979-0-50254-149-1.
- Der Weihnachtsstern. Eine sinfonische Dichtung. 2020.
- Una rosa. 2021. Fantasia in quatro parti per violino solo [Con anima, Intermezzo (Minuetto), Adagio, Allegro assai]. Dedicato Lorenzo Lucca. Prima: gennaio 2021.[15] Ries & Erler, Berlin 2021, ISMN M-013-00153-8.
- Caput anguli Christus. 2021. Motetto per coro SATB e organo. „Njegovoj ekscelenciji nunciju nadbiskupu dr. Nikoli Eteroviću za 70. Rođendan srdačno posvećeno“.

### Disco
- Ein Hofer Königspaar. Die Orgeln in St. Marien und St. Michaelis. Rondeau Production, Leipzig 2012.[16]
- Zum Engel der letzten Stunde. Jean Paul – Ludger Stühlmeyer. Zene Kruzikaite (alto), Jens Wilckens (violino), Eva Gräbner (organo). Balderschwang 2013.

## Onorificenze
- 30 aprile 2005: Diploma di benemerenza di Stato libero di Baviera dal ministro Christa Stewens.[17]
- 12 luglio 2011: Johann Christian Reinhart-Plakette dal sindaco Harald Fichtner.[18]
- 11 marzo 2013: Nomina del direttore musicale ACV dal presidente di Allgemeinen Cäcilien-Verbands für Deutschland.[19]
- 29 giugno 2020: Diploma di benemerenza di Stato libero di Baviera dal ministro Kerstin Schreyer.[20][21]